# Waala
Waala is een plaats in de provincie Province Nord in Nieuw-Caledonië.
Waala telde in 2004 bij de volkstelling 930 inwoners.